# Печатников, Леонид Михайлович

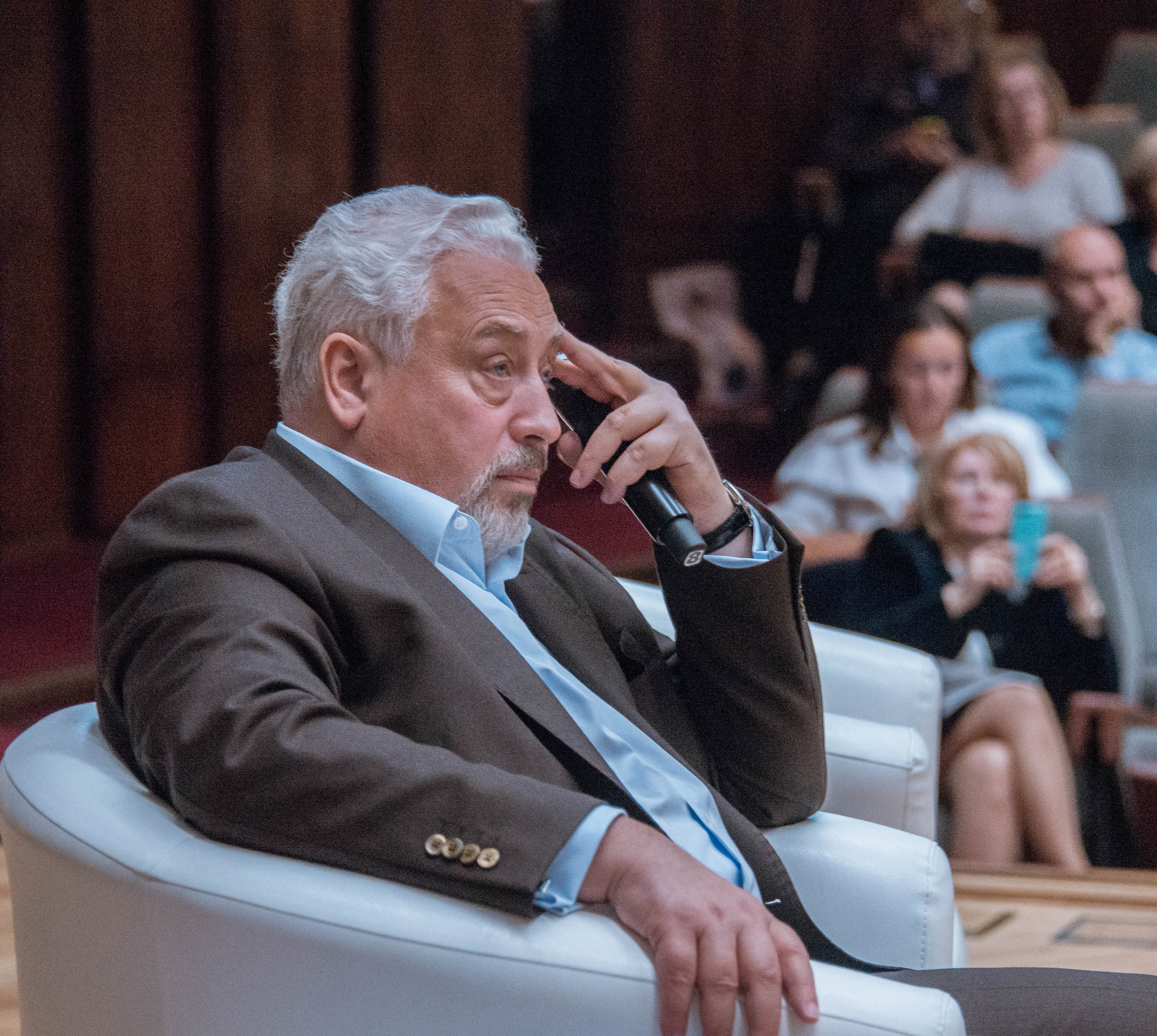
На городской клинико-анатомической конференции август 2017

Леонид Михайлович Печатников (род. 20 июня 1956, Москва, СССР) — российский медик и государственный деятель, Заслуженный врач Российской Федерации.

## Биография
В 1979 году окончил Первый Московский медицинский институт им. И. М. Сеченова, на базе которого в 1981 году завершил обучение в ординатуре по специальности «внутренние болезни».
С 1981 по 1987 годы работал в должности доцента на военно-медицинском факультете при Центральном институте усовершенствования врачей.
До 1994 года работал главным терапевтом Центральной Республиканской клинической больницы Минздрава РСФСР.
С 1994 по 2001 год занимал пост заместитель главного врача по терапии лечебно-диагностического объединения Минздрава Российской Федерации, откуда перешел в ГКБ № 67 г. Москвы, где до 2004 года был заместителем главного врача по терапии.
В 2004 году приступил к работе в Европейском медицинском центре в должности главного врача.
Параллельно с медицинской практикой занимался преподавательской деятельностью — вел ряд курсов в Российском государственном медицинском университете, Университете имени Леонардо да Винчи (основанный в 1995 году Pôle universitaire Léonard-de-Vinci, Париж, Франция), Московском физико-техническом институте, где являлся одним из основателей кафедры «Математического моделирования в здравоохранении и медицине» на факультете прикладной математики.
По утверждению Печатникова, он в течение пяти лет работал в Париже, преподавал в университете.
С 14 декабря 2010 года — министр правительства Москвы, руководитель Департамента здравоохранения города Москвы.
С 25 мая 2012 года по сентябрь 2018 года — заместитель мэра Москвы в правительстве Москвы по вопросам социального развития.
По утверждению Л.Печатникова, он был членом медицинской комиссии Международного олимпийского комитета и был первым главным врачом Зимних Олимпийских игр 2014 года в Сочи и создавал структуру её медицинской службы.
В 2015 награждён Орденом Почётного легиона за помощь в предоставлении помещения для детского сада и начальной школы лицея им. Александра Дюма при посольстве Франции в Москве.

## Учёная степень
В 1984 году Печатников защитил кандидатскую диссертацию на тему «Нарушения холинергической регуляции у больных бронхиальной астмой». Научным руководителем Печатникова был доктор медицинских наук, профессор Евгений Гембицкий, который с 1977 года был главным терапевтом Министерства обороны СССР.
Доктором наук Л. М. Печатникова называют многие СМИ, в том числе «РИА Новости», «Российская газета», «Коммерсантъ», «Газета.ру», «Петербург. Пятый канал». Однако в биографической справке РИА Новости за 2012 год «доктор наук» уже не упоминался. В таком же качестве Печатникова представляют и специализированные научные издания. Но докторской диссертации вице-мэра Москвы не удалось обнаружить ни в одном из доступных источников, включая Российскую государственную библиотеку, Центральную научную медицинскую библиотеку и Высшую аттестационную комиссию (ВАК).

## Критика
В декабре 2016 — январе 2017 года имя Печатникова возникло в ходе конфликта вокруг закупочных цен на лекарства для Москвы: согласно расследованию газеты «Ведомости», во многих случаях закупки медикаментов происходят на безальтернативной основе (у поставщиков нет конкурентов) у структур, связанных с Европейским медицинским центром, где ранее работал Печатников.
Стоял у истоков так называемого реформирования столичного здравоохранения. В частности, сократил в городских поликлиниках врачей-специалистов (гастроэнтеролог, ревматолог, пульмонолог, аллерголог-иммунолог, проктолог, нефролог, инфекционист).